# Göran B. Nilsson
Göran B. Nilsson, född 1934 är en svensk historiker och professor emeritus vid Institutionen för Tema (Tema Teknik och social förändring) vid Linköpings universitet. 
Nilssons forskning har framför allt rört svensk ekonomisk historia under 1800-talet. Hans huvudverk som historiker är en biografi över André Oscar Wallenberg i tre delar. Han har också i flera arbeten, bland annat i Nationalencyklopedin, behandlat ämnet humor.